# 웅어
웅어(Coilia nasus또는 C. ectenes )는 멸치과에 속하는 바닷물고기이다. 어린 개체는 모롱이라 부른다. 수컷은 41cm까지 자란다. 북위 42도에서 21도, 동경 109도에서 134도 사이 북서태평양 대한민국 서·남해, 대만, 중국의 광동지방, 일본의 아리아케해 등에 분포한다. 연안에 서식하는 어종으로, 5월에서 8월 사이에 하구나, 강 하류 지역에서 산란한다. 측면이 눌린 형태로 긴 생김새이며, 꼬리쪽으로 갈수록 가늘며, 전반적으로 은백색을 띈다. 요각류를 주 먹이로 삼는데, 그 외에도 새우류, 게류, 젓새우류 등의 갑각류도 먹는다.
전라남도의 웅어가 맛의 방주에 등재되어 있다.

## 활용

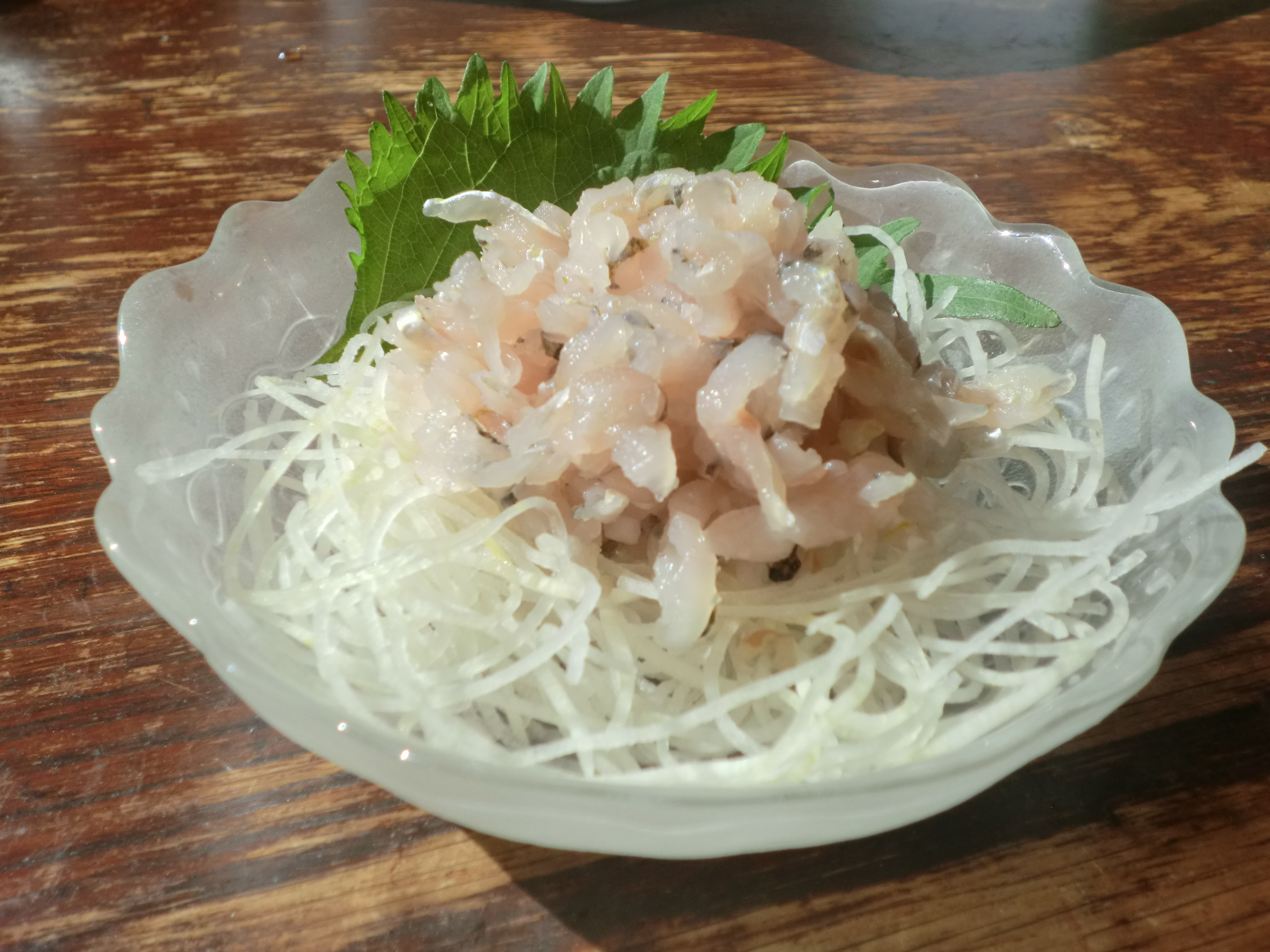
웅어로 만든 회

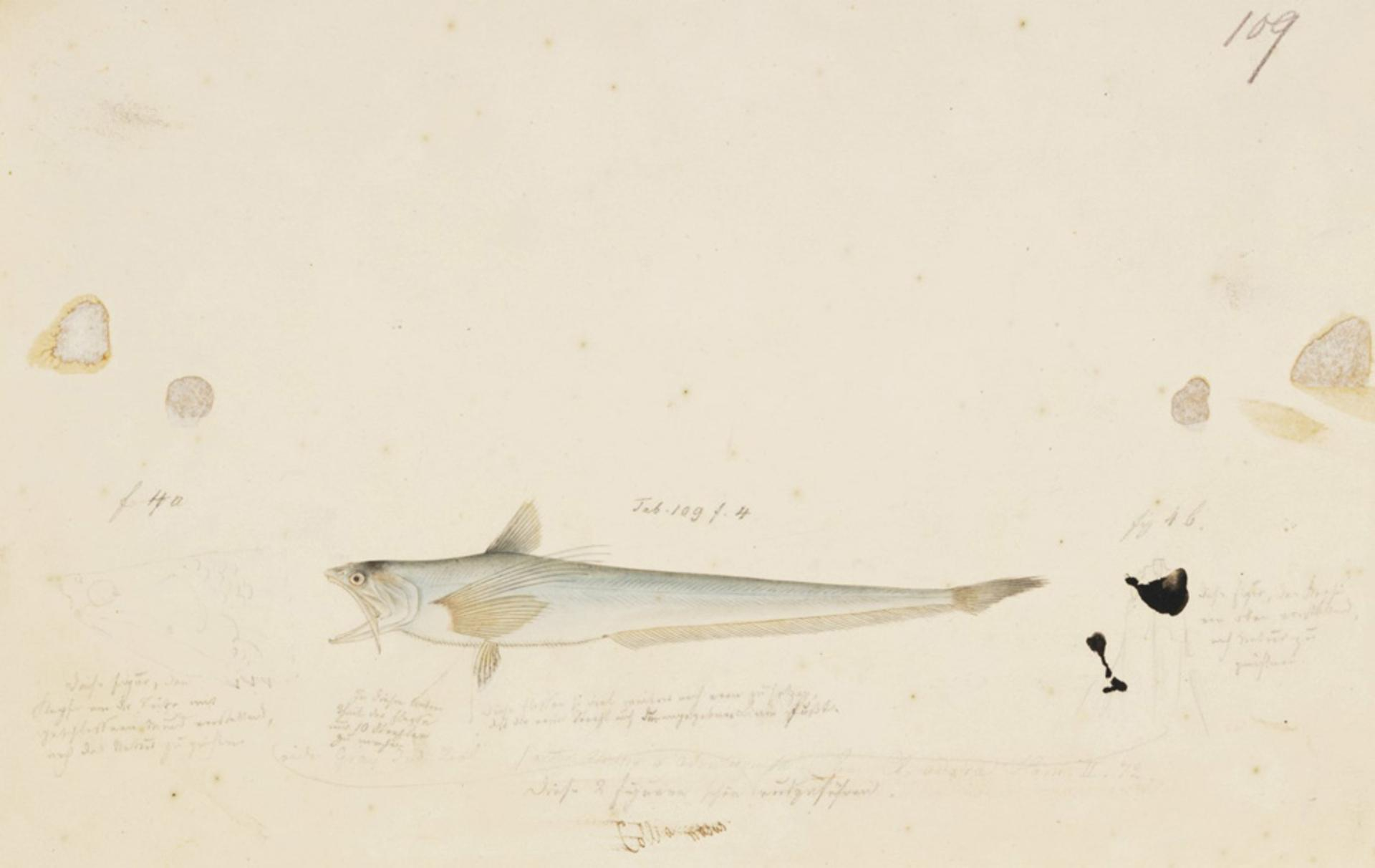
웅어 드로잉.
(川原慶賀(Kawahara Keiga)의 1823년과 1829년 사이의 작품)

웅어를 먹을 때는 구워서 먹거나, 회로 먹는다. 대한민국 부산광역시의 사하구의 하단어촌계(下端漁村契)에서는 매년 5월 낙동강 하류에서 잡은 웅어로 웅어 축제를 열기도 한다.